# Теория Редже
Теория Редже — подход к задаче рассеяния в квантовой механике и квантовой теории поля, в котором изучаются свойства амплитуды рассеяния при комплексных значениях орбитального углового момента. Не имеет строгого теоретического обоснования и используется как феноменологическая схема. Основы теории были разработаны итальянским физиком Туллио Редже в 1958 году.

## Теория Редже в квантовой механике
Главное преимущество теории Редже — резкое уменьшение числа степеней свободы, необходимых для рассмотрения процесса квантовомеханического рассеяния.
В квантовой механике переход к комплексным значениям углового момента является математически строгим преобразованием и позволяет в простых терминах понять многие свойства амплитуды рассеяния. Вместо суммирования амплитуды рассеяния по парциальным волнам
{\displaystyle A=\sum _{l}A_{l}\sim \sum _{l}c_{l}P_{l}(\cos \theta )}
(то есть по целочисленным значениям орбитального углового момента {\displaystyle l}), можно перейти к интегрированию по комплексному орбитальному угловому моменту {\displaystyle \alpha } (преобразование Зоммерфельда — Ватсона). При этом выполняется аналитическое продолжение парциальных амплитуд {\displaystyle A_{l}\to A(l)}, которые в квантовой механике являются аналитическими функциями орбитального момента. Стягивая затем контур интегрирования, получаем выражение для полной амплитуды рассеяния в виде суммы вычетов на особенностях (как правило, простых полюсах) матрицы рассеяния в плоскости комплексных значений углового момента.
Значение комплексного углового момента {\displaystyle l=\alpha _{i}(E)}, при котором матрица рассеяния обладает полюсом, называется полюсом Редже. Положение полюса Редже зависит от энергии рассеяния, так что при изменении энергии полюс «движется» по плоскости комплексного орбитального момента. «Траектория» этого движения называется траекторией Редже. Для каждой конкретной задачи рассеяния может обнаружиться несколько траекторий Редже, обладающих разными квантовыми числами.
Если при некотором (комплексном!) значении энергии траектория Редже принимает вещественное целочисленное значение, то этой энергии соответствует резонанс (образование связанного состояния или виртуального уровня). Мнимая часть энергии при этом параметризует ширину резонанса.
Важным следствием теории Редже является связь между энергетической зависимостью амплитуды рассеяния {\displaystyle ab\to cd} и существованием полюсов Редже в кросс-канале (то есть в реакции {\displaystyle a{\bar {c}}\to {\bar {b}}d}):
{\displaystyle A(s,t)\sim s^{\alpha (t)},}
где {\displaystyle s} и {\displaystyle t} — мандельстамовские инварианты.

## Теория Редже в квантовой теории поля
В квантовой теории поля, в особенности в теории сильных взаимодействий, точное решение задачи рассеяния ещё не получено. Тем не менее, эксперименты по рассеянию сильновзаимодействующих частиц — адронов — демонстрируют ряд простых свойств, которые можно объяснить в рамках феноменологической картины, подобной теории Редже. Объекты, возникающие в этой теории и описываемые отдельными траекториями Редже, получили название реджеоны. Их частным случаем является померон. Эти понятия были впервые предложены В. Н. Грибовым.
Имеются следующие указания на применимость подхода Редже к описанию сильных взаимодействий.
- Во-первых, если разместить наблюдаемые адроны на плоскость «спин — квадрат массы», то оказывается, что частицы с похожими свойствами (точнее, с одинаковыми квантовыми числами) ложатся на прямые. Кроме того, эти прямые для различных наборов квантовых чисел почти параллельны, то есть отличаются только точкой пересечения с осями, но не наклоном. Такие графики получили название «графики Чу-Фрочи». Эти прямые очень похожи на траектории Редже во времениподобной области (что отвечает в квантовой механике области с положительной полной энергией).
- Во-вторых, энергетическая зависимость сечений многих реакций имеет степенной вид, что тоже свидетельствует в пользу того, что при сильном взаимодействии имеет место обмен реджеонами.
- Наконец, склонность кварков и глюонов образовывать реджеоны подтверждена также прямыми аналитическими расчётами в квантовой хромодинамике, в частности, в рамках подхода БФКЛ (Балицкого — Фадина — Кураева — Липатова).

Всё это позволяет предположить, что так же, как и в квантовой механике, в квантовой теории поля задачу рассеяния можно переписать в терминах новых степеней свободы — реджеонов.
Простота модели, малое число подгоночных параметров, вкупе с солидным математическим обоснованием теории Редже в квантовой механике сделало реджевский подход одним из наиболее продуктивных методов феноменологического изучения теории сильных взаимодействий.

### Теория Редже в квантовой механике
- Ландау Л. Д., Лифшиц Е. М. Квантовая механика (нерелятивистская теория). — Издание 6-е, исправленное. — М.: Физматлит, 2004. — 800 с. — («Теоретическая физика», том III). — ISBN 5-9221-0530-2. — § 141.

### Модель Редже в теории сильных взаимодействий: классические обзоры
- Ширков Д. В. Редже полюсов метод // Физика микромира / гл. ред. Д. В. Ширков. — М.: Советская энциклопедия, 1980. — С. 326—328.
- Ширков, Д. В. Свойства траекторий полюсов Редже // Успехи физических наук. — 1970. — Т. 102. — № 9. — С. 87—104.
- P.D.B. Collins, An Introduction to Regge Theory and High-Energy Physics, Cambridge, England: Cambridge University Press, 1977, ISBN 0-521-21245-6
- R.J. Eden, Regge poles and elementary particles, Rep. Prog. Phys. 34 995—1053 (1971).
- A.C. Irving, R.P. Worden, Regge phenomenology, Phys.Rept. 34, 117—231 (1977).